# La Nucía
La Nucía (en valenciano y oficialmente La Nucia [la nu'sia]) es un municipio de la Comunidad Valenciana, España. Situado en la provincia de Alicante, en la comarca de la Marina Baja, al norte de Benidorm, cuenta con 18 624 habitantes (INE 2022).

## Geografía
La Nucía se encuentra en un valle de frutales entre Polop de la Marina, Benidorm y Callosa de Ensarriá a 3 km de la costa de Altea. El casco urbano se ubica en un promontorio con vistas al mar Mediterráneo, 51 km al norte de Alicante y 8 km al norte de Benidorm.
Desde Alicante, se accede a esta localidad por la AP-7 o la N-332 tomando luego la CV-70 a la altura de Benidorm.

### Barrios y pedanías
En el término municipal de La Nucía se encuentran también los siguientes núcleos de población:
- Barranco Hondo.
- Coloma.
- Bello Horizonte.
- El Tosal.

### Localidades limítrofes
La Nucía limita con los términos municipales de Altea, Callosa de Ensarriá, Benidorm, Polop y Alfaz del Pi.

## Historia
El nombre de la localidad procede del árabe Naziha, que significa "delicioso". Era una alquería que en 1271 fue donada por el rey Jaime I a Beltrán de Bellpuig. A principios del siglo XVII formaba parte de la baronía de Polop y pertenecía a Alfonso Fajardo, Barón de Polop, de la casa del marqués de los Vélez.
La Nucía se constituyó como municipio independiente en 1705, tras emanciparse de la Baronía de Polop. La Iglesia Parroquial, dedicada a la Inmaculada Concepción, se construyó a lo largo del siglo XVIII.

## Geografía humana

### Demografía
Cuenta con una población de 18 783 habitantes (INE 2024).
| Gráfica de evolución demográfica de La Nucía entre 1842 y 2021                                                        |
| |
| Población de derecho según los censos de población del INE. Población de hecho según los censos de población del INE. |

| Nacionalidad | Hombres | Mujeres | Total  | %     | Proporción |
| ------------ | ------- | ------- | ------ | ----- | ---------- |
| Española     | 6599    | 6209    | 12 808 | 68.7% |            |
| Extranjera   | 2843    | 2973    | 5816   | 31.2% |            |

El número de habitantes en 1787 era de 1423, cifra que pasó a 4998 en 1845. A partir de esta fecha fue disminuyendo, bajando a 1493 en 1922, debido una importante emigración hacia Argel y Orán, para recuperarse en la década de los setenta del siglo XX. En 1981, el pueblo tenía 3419 habitantes, que pasaron a 6106 en 1991 y a 9365 en el 2001, hasta los 12 573 del 2005.
| Evolución demográfica de La Nucía | Evolución demográfica de La Nucía | Evolución demográfica de La Nucía | Evolución demográfica de La Nucía | Evolución demográfica de La Nucía | Evolución demográfica de La Nucía | Evolución demográfica de La Nucía | Evolución demográfica de La Nucía | Evolución demográfica de La Nucía | Evolución demográfica de La Nucía | Evolución demográfica de La Nucía | Evolución demográfica de La Nucía | Evolución demográfica de La Nucía | Evolución demográfica de La Nucía | Evolución demográfica de La Nucía | Evolución demográfica de La Nucía | Evolución demográfica de La Nucía | Evolución demográfica de La Nucía | Evolución demográfica de La Nucía | Evolución demográfica de La Nucía |
|                                   | 1857                              | 1887                              | 1900                              | 1910                              | 1920                              | 1930                              | 1940                              | 1950                              | 1960                              | 1970                              | 1981                              | 1991                              | 1996                              | 2001                              | 2006                              | 2011                              | 2013                              | 2015                              |                                   |
| --------------------------------- | --------------------------------- | --------------------------------- | --------------------------------- | --------------------------------- | --------------------------------- | --------------------------------- | --------------------------------- | --------------------------------- | --------------------------------- | --------------------------------- | --------------------------------- | --------------------------------- | --------------------------------- | --------------------------------- | --------------------------------- | --------------------------------- | --------------------------------- | --------------------------------- | --------------------------------- |
| Población                         | 1977                              | 2088                              | 2102                              | 2229                              | 1988                              | 2285                              | 1708                              | 1429                              | 1396                              | 2073                              | 3419                              | 6106                              | 7010                              | 9365                              | 14 006                            | 18 593                            | 19 135                            | 20 039                            |                                   |

### Economía
Su fuente de ingresos tradicional, la agricultura, se ha ido viendo en las últimas décadas reforzada primero y superada después por el turismo. Este ha apostado en La Nucía por un hábitat disperso, con urbanizaciones en las que predomina el chalet unifamiliar y que se extienden por buena parte de su término. En lo relativo a la actividad agrícola, en altura predominan los cultivos de almendros y olivos y en el valle los cítricos, los nísperos y el caqui.

## Política
| Periodo   | Nombre                                                                     | Partido   |
| --------- | -------------------------------------------------------------------------- | --------- |
| 1979-1983 | Camilo Cano Cano                                                           | UCD       |
| 1983-1987 | Vicente Fco. Cano Cano                                                     | PSPV-PSOE |
| 1987-1991 | Vicente Fco. Cano Cano                                                     | PSPV-PSOE |
| 1991-1995 | Vicente Fco. Cano Cano                                                     | PSPV-PSOE |
| 1995-1999 | Jaime Francisco Cano Llorens                                               | PP        |
| 1999-2003 | Diego Such Pérez (1999-2001) Por dimisión: Bernabé Cano García (2001-2003) | PP        |
| 2003-2007 | Bernabé Cano García                                                        | PP        |
| 2007-2011 | Bernabé Cano García                                                        | PP        |
| 2011-2015 | Bernabé Cano García                                                        | PP        |
| 2015-2019 | Bernabé Cano García                                                        | PP        |
| 2019-2023 | Bernabé Cano García                                                        | PP        |
| 2023-act. | Bernabé Cano García                                                        | PP        |

== 
- Centro Juvenil: construido en 2005 por el Ayuntamiento, que con 3 plantas y más de 500 m² es uno de los de mayor tamaño de toda la Comunidad Valenciana, con un gran número de iniciativas culturales, educativas y de ocio de distinto tipo (conciertos, coloquios, cursos...).

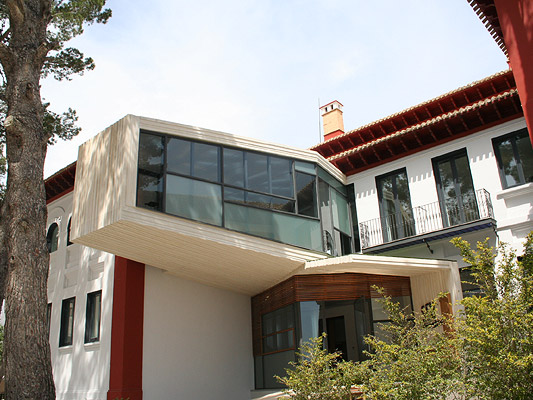
Sede Universitaria

- Sede Universitaria: el antiguo edificio del Colegio Público San Rafael situado en pleno casco urbano e inaugurado en el año 1936, ha sido reformado y ampliado en 2007 para convertirse en la sede permanente de la Seu Universitària de la Universitat d'Alacant de La Nucía. El proyecto, es un diseño del arquitecto local José Luis Campos Rosique.
- Monte del Calvario: es un monte donde se puede ver todo el municipio y ver los municipios de alrededor como la ciudad de Altea y sus playas.
- Ermita de San Rafael:dentro del casco urbano, bordeada por unos impresionantes cipreses e inmersa en un singular y amable jardín, se encuentra también la ermita de San Rafael que se terminó de construir en 1888 en su actual ubicación del carrer La Ermita, ya que previamente se encontraba algo más abajo, pero fue derribada para la construcción de la carretera.(Actual Paseig de La Carretera.)

La planta, en forma de cruz latina, mide 15,16 por 5,75 metros. En ella se puede ver una imagen de San Rafael que tiene la peculiaridad de ir vestida de peregrino tradicional compostelano, fue realizada por José María Ponsoda, imaginero valenciano de la posguerra, y se intentó simbolizar a San Rafael como patrón de los caminantes, ya que La Nucía era sitio de paso a las tierras del interior. (Edición. De la Parroquia de La Purisima Concepción de La Nucía.)
- Ermita de San Vicente Ferrer: data del año 1803 y se encuentra en un paraje natural e histórico.
- Fuente la Favara: un gran jardín donde se pueden ver las típicas plantas y árboles del clima mediterráneo. Su gran cascada y sus fuentes la hacen en los calurosos veranos un lugar refrescante donde mucha gente se reúne para comer bajo sus árboles centenarios.
- El lavadero: antiguo lavadero que en el año 1924, se le colocó la primera cubierta que era de chapa de zinc. Y ya en el año 2000 se le modificó la cubierta con teja azul.
- Auditorio del Mediterráneo: Espacio cultural, abierto en 2007, que cuenta con una superficie total de 4448 metros cuadrados. De ellos 770 metros cuadrados están ocupados por el propio auditorio con un aforo de 600 butacas. Auditorio y Centro Cultural del Mediterráneo es un edificio de tres alturas con un característico cubo que es el que alberga el escenario y el patio de butacas. El complejo cuenta además con salas de ensayo y trabajo para dos escuelas de danza, dos escuelas de música, taller de pintura, dos salas de exposiciones, sala de actos y conferencias, Biblioteca Municipal, cafetería, despachos y almacenes.

## Gastronomía
Entre los platos típicos de La Nucía destacan: "arroz cocido, "sangre con cebolla", "las pelotas de maíz", la paella. Embutidos, quesos frescos y altramuces y como postres los nísperos, confituras, "pasteles de boniato" (pastissets de moniato), "pasteles de almendra" (pastissets d'ametla), "berlina" y "coca dulce" (coca dolça). Y para beber, vinos propios de La Marina, mistela y soda, refresco tradicional.

## Fiestas
- Fiestas Mayores Patronales. Se celebran a partir del 14 de agosto en honor a la Virgen de la Asunción y de San Roque .
- Fiestas de San Rafael. Se celebran el tercer domingo de noviembre.
- Fiestas de San Vicente Ferrer. La festividad de San Vicente se celebra el lunes siguiente al lunes de pascua en el paraje natural del Captivador.
- Fiesta de la Carta Puebla. Se celebra el día 9 de julio

## Deporte
Entre sus infraestructuras deportivas destaca la Ciudad Deportiva Camilo Cano, que cuenta con un total de 66 instalaciones deportivas en un espacio de 12 hectáreas, incluyendo el Estadio Olímpico Camilo Cano. Estas instalaciones albergaron la Copa Mundial de Padbol 2014, el Campeonato de España de Atletismo de 2019, el Campeonato de España de Ciclismo en Ruta de 2021 o el Campeonato de España de Tenis de Mesa de Todas las Categorías de la temporada 2024-2025.
Su equipo más representativo es el Club de Fútbol La Nucía, que en junio de 2019 logró por primera vez el ascenso a la Segunda División B.
El municipio también alberga del Rally de La Nucía-Mediterráneo, puntuable para el Campeonato de España de Rally desde 2016.